# Palio (verseny)

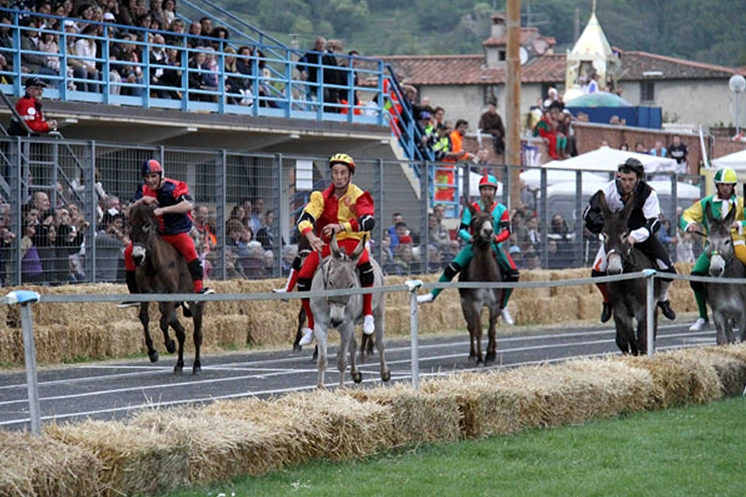
Palio dei Micci, 2010

A palio olaszországi, középkori eredetű sportverseny, amit az egyes települések, községek különböző kerületei, szomszédos falvak képviselői vívnak meg évente egy vagy néhány alkalommal. A középkorban ezek a helyi rivalizálás ünnepei voltak, ma leginkább turistacsalogató látványosságok, amiket középkori viseletben, a hagyományokat ápolva rendeznek meg.

## A szó eredete
Az olasz palio szó a latin palliumból ered, ami köpenyt jelent. Ez a versenyek díjára utal, ami általában bársony, vagy selyemszövet volt. A szövet helyett később gyakran ebből készült díszes kendőket adományoztak a győztesnek. A palio kifejezés az évszázadok során áthúzódott magára a versenyre, sőt annak pályájára – innen ered a magyar pálya szó is.

## A versenyek története
A versenyek a középkori itáliai szabad városállamok, községek lakosainak csoportjai közötti ünnepi sporteseményekből erednek. A legrégebbi a ferrarai palio a 13. század második feléből, de a leghíresebb, a legtöbb látogatót vonzó ilyen esemény a sienai palio. A versenyek legtöbbször lóháton zajlottak, de sokfelé voltak – és vannak – szamárháton, kocsival, csónakon megrendezett futamok, illetve fegyverrel vívott küzdelmek, íjászat, számszeríjászat is.

## Egyes ismertebb olaszországi palio-versenyek
- Anghiari, június 29., Palio della Vittoria
- Asti, szeptember harmadik vasárnapja
- Castel del Piano, szeptember 8., Palio der Maria Santissima delle Grazie, lóverseny
- Castiglion Fiorentino, június, Palio dei Rioni
- Cividale del Friuli, augusztus, Palio di San Donato[2]
- Faenza, június negyedik vasárnapja, Palio del Niballo
- Fagagna, szeptember első vasárnapja
- Fermo, augusztus 15.
- Ferrara, május vége, a legrégebbi palio
- La Spezia, augusztus eleje, Palio del Golfo, evezősverseny
- Legnano, május
- Lugo, május 22., zászlólengetés
- Montebelluna, Europalio, szénásszekerek versenye
- Piancastagnaio, augusztus 18., lóverseny
- Pisa, június 17. Palio di San Ranieri
- Porto Santo Stefano, augusztus 15., Palio dell'Argentario csónakverseny
- San Marino, augusztus vége, szeptember eleje: középkori napok és Palio delle Balestre Grandi
- Siena: Sienai palio, július 2. Palio di Provenzano és augusztus 16. Palio dell'Assunta, lóverseny
- Torrita di Siena, március 19. vagy az azt követő vasárnap, Palio dei somari, szamárverseny

## Fordítás
Ez a szócikk részben vagy egészben a Palio című német Wikipédia-szócikk ezen változatának fordításán alapul.  Az eredeti cikk szerkesztőit annak laptörténete sorolja fel. Ez a jelzés csupán a megfogalmazás eredetét és a szerzői jogokat jelzi, nem szolgál a cikkben szereplő információk forrásmegjelöléseként.